# TBN 차차차 (경북주말)
하이디의 주말 TBN 차차차는 TBN 경북교통방송(포항 FM 103.5㎒, 울진 FM 103.7㎒)에서 주말 낮 12시부터 1시 53분까지 방송되는 경북 동해안권 지역의 라디오 음악 프로그램이다.